# علم کلام
علم کَلام حوزه‌ای در اندیشه اسلامی است که به گفتگو پیرامون پایه‌ها و بنیان‌های اعتقادی و جهان‌بینی دینی بر پایه استدلال عقلی (خردی) و نقلی (گزارشی) می‌پردازد و به شبهه‌ها و بدگمانی‌هایی که در این زمینه پدیدار می‌شود، (در چهارچوب اسلامی) پاسخ می‌دهد. این پدیده ناشی از نیاز به پدیداری و دفاع از بنیان‌های اعتقادات اسلامی در برابر کسان مشکوک (گمانیک) و بدبین و شک‌گرایی دینی است. از دانشمندان علم کلام با عنوان «متکلم» یاد می‌شود و این کارکردی است که آن‌ها را از فیلسوفان، فقها و دانشمندان اسلامی جدا می‌کند.
در نوشتارهای اسلامی، گاه از متألهین دیگر ادیان نیز به عنوان متکلم نام برده شده‌است.

امام فخرالدین رازی متکلم نامدار شافعی-اشعری قرن ششم هجری.

دانش (فن) کلام از علوم اسلامی است که رویکردهای گوناگونی در آن وجود دارد. در برخی رویکردها بر کاربرد خرد و عقل و علم
در پرسش‌های دینی و اعتقادی پافشاری می‌شود و در برخی رویکردهای دیگر، منابع نقلی و شنیداری مورد تأکید جدی قرار می‌گیرد. دین اسلام باورمند به تحقیقی و پژوهشی بودن باورهای دینی است، و به دنباله‌رو بودن در این زمینه باور ندارد.
این فن به پایه‌های اعتقادی در یک دین و رویارویی و بحث با نظرات دیگر اندیشه‌ها می‌پردازد. جُستارهایی مانند برهان‌های اثبات وجود خدا، حدوث یا قدم جهان هستی، نبوت خاصه و نبوت عامه، عدل الهی، امامت، معاد و … در این رشته نظری بحث می‌شود.

## پیرامون واژه
لغت‌نامهٔ دهخدا دربارهٔ علت نامیده شدن این علم بدین نام، چنین آورده‌است:
این علم را برای آن علم کلام خوانند که اولین اختلاف در کلام الله را مطرح و مورد مباحثه قرار داده و از مخلوق و غیر مخلوق بودن آن صحبت بمیان آورده‌اند. (از الانساب سمعانی).
در دائرةالمعارف فارسی مصاحب در وجه تسمیه کلام آمده‌است: «در اینجا تأثیر دو زبان یونانی و سریانی را نباید فراموش کرد، زیرا در زبان یونانی لوگوس هم به معنای کلمه و هم به معنای کلام می‌آید و نیز به معنای استدلال و در زبان سریانی واژه ملل(mallal) با مشتقات آن به معنای کلام و استدلال وارد شده. در زبان لاتین نیز واژه ثئولوژی(theology) به معنای بحث دربارهٔ خداوند است که احتمال می‌رود در دوران نهضت ترجمه وارد حوزه علوم اسلامی شده باشد.»

## دلیل نام گذاری
دلیل نام‌گذاری این علم به کلام را می‌توان وجوهی از این دست دانست:
- در نخستین آثاری که در این موضوع نگارش یافته‌اند، بخش‌های مختلف نوشتار با عنوان «الکلام فی …» از یکدیگر جدا شده‌اند.[۴]
- یکی از مسائل بحث‌برانگیز و آغازین این علم، قدیم یا حادث بودن «کلام خداوند» بوده‌است.[۵][۶]
- با فراگیری این علم، آدمی بر سخن گفتن (تکلم) در امور اعتقادی توانا می‌شود.[۵][۷]
- قوت استدلال‌های به کار رفته در این علم به گونه ای است که گویا بر آموزه‌های علوم دیگر، در مقایسه با این علم، نمی‌توان نام سخن (کلام) نهاد.[۸]
- چنان‌که فیلسوفان از دانشی به نام «منطق» بهره می‌برند، عالمان دینی نیز نامی مشابه برای دانش خود برگزیده اند[۹] به بیان دیگر، چنان‌که منطق آدمی را بر سخن گفتن در عقلیات توانا می‌سازد، کلام توان گفت و گو در باب شرعیات را فزونی می‌بخشد.[۱۰]

## تفاوت علم کلام با فلسفه
علم کلام را نیز نمی‌توان معادل فلسفه تلقی نمود. گرچه ظاهر علم کلام و فلسفه الهی، هر دو بر مبنای استدلال عقلی (مسامحتا-مشترک لفظی است) استوار گردیده‌اند، ولی تفاوت‌هایی میان آن‌ها وجود دارد که به مهم‌ترین آن‌ها اشاره می‌شود:
- تفاوت از جهت موضوع بحث، به این معنا که موضوع بحث در علم کلام، عقاید دینی است، ولی موضوع بحث در فلسفه، مطلق وجود از آن جهت که موجود است می‌باشد.
- تفاوت از جهت روش، به این معنا که فیلسوف، بدون پیش فرض، به بحث و بررسی یافته‌های عقلی پیرامون نظام هستی می‌پردازد، ولی متکلم، چهارچوب معینی را در زمینه عقاید و باورهای دینی در نظر می‌گیرد و تلاش می‌کند در پرتو عقل و نقل، اصول مورد نظر را به اثبات برساند.
- تفاوت از جهت نوع دلایل، به این معنا که فیلسوف، تنها از دلایل عقلی بهره می‌جوید، ولی متکلم برای اثبات اصولی مانند اثبات وجود خدا و توحید و اثبات نبوت، از دلایل عقلی استفاده می‌کند، و در زمینه اثبات اصولی دیگر مانند امامت، معاد و غیره، هم از دلایل عقلی و هم از دلایل نقلی بهره‌مند می‌گردد.

## متکلم
مُتَکَلِّمْ یا کلام‌شناس کسی است که با علم کلام و اصول آن، آشنا باشد.
لغتنامهٔ دهخدا در سرواژهٔ متکلم چنین آورده‌است:

عارف به علم کلام. (از اقرب الموارد). کسی را گویند که بعلم کلام و اصول آشنا باشد. این علم را برای آن علم کلام خوانند که اولین اختلاف در کلام الله را مطرح و مورد مباحثه قرارداده و از مخلوق و غیر مخلوق بودن آن صحبت بمیان آورده‌اند. (از الانساب سمعانی). صاحبان علم کلام؛ و علم کلام علمی است که در آن مقدمات علم منقول را به دلایل عقلی ثابت کنند و دلایل رابه ادله عقلیه موجه سازند. اهل کلام. کلامی. آن که علم کلام داند. آن که توفیق میان فلسفه و دین خواهد. عالم بعلم کلام. دانای بعلم کلام. آن که فهم حقایق اشیاء خواهد به برهان با شرط مطابقت با دین. عالم به علم کلام. (از یادداشت به خط دهخدا). که حقایق اشیاء را با برهان و انطباق با احکام شرع درک کند و بدیگران تعلیم دهد از طریق خطابه و جز آن.

## موضوعات علم کلام
علاوه بر بررسی اصول دین و اعتقادات اسلامی موارد زیر نیز مطرح اند:
- رابطه میان عقل (علم) و دین(وحی)
- وحدت یا کثرت دین (پلورالیسم)
- رابطه دین با سیاست (سکولاریسم)
- رابطه آزادی و دین (آیین الهی یا بشری)
- رابطه میان قضا و قدر الهی و اختیار انسان
- عصمت انبیا-علل گرایش به دین[۱۳][۱۴]

## مذاهب کلامی
مذاهب کلامی بسیاری در جهان اسلام مطرح شده‌است، ولی معروفترین آن‌ها عبارتند از:
- مکتب کلامی اصولیون (شیعه)
- مکتب کلامی اخباریان (شیعه)
- مکتب کلامی اهل حدیث (سنی)
- مکتب کلامی ماتریدی (سنی)
- مذهب کلامی اشاعره (سنی)
- مذهب کلامی معتزله (سنی)

## تاریخچه علم کلام در اسلام
مذهب کلامی امامیه، به زمان اهل بیت بازمی‌گردد. این مکتب در عصر امام محمد باقر متولد سال ۵۷ هجری، و امام جعفر صادق، متولد سال ۸۳ هجری، به اوج خود رسید.
در قرن دوم هجری، برخی از مکاتب عقلی کلامی دیگر، مانند مکتب «معتزله» پدید آمدند. مکتب معتزلة، توسط «واصل بن عطاء»، متوفای سال ۱۳۱ هجری بنیان‌گذاری شد. او با حسن بصری معاصر بود و در مجالس درس او شرکت می‌نمود، ولی از شیوه فکری وی کناره‌گیری کرد و حوزه کلامی دیگری را تأسیس نمود و بدین جهت، مکتب او «معتزله» نامیده شد؛ در حالی که پیروان این نحله، خود را «اهل التوحید و العدل» می‌نامیدند.
در قرن سوم هجری، مکاتب فکری و کلامی دیگری نیز، مانند مکتب «طحاویة» توسط «احمد ابن محمد ابن سلامة الطحاوی»، متولد سال ۲۲۹ هجری در مصر، و مکتب «اشعریة» توسط «ابو الحسن علیّ ابن اسماعیل ابوالحسن اشعری»، زاده سال ۲۶۰ یا ۲۷۰ هجری در منطقه بین‌النهرین، و مکتب «ماتریدیة» توسط «ابومنصور ماتریدی»، متوفای سال ۳۳۳ هجری در سمرقند به وجود آمدند.

## کلام امامیه
امامان شیعه، پیروان خود را از بحث‌های بیهوده کلامی که راه به جایی نمی‌برد بر حذر می‌داشتند؛ و با این همه خود به پرورش برخی متکلمان همت می‌گماشتند. بر این اساس، می‌توان گفت از دیدگاه پیشوایان مکتب امامیه، قدم نهادن در وادی کلام با دو شرط روا و بلکه بایسته‌است: نخست آنکه متکلم از شایستگی‌های لازم برای این کار برخوردار باشد؛ و دوم آنکه از ورود به بحث‌هایی چون قدیم یا حادث بودن کلام الهی که فایده چندانی دربرندارد بپرهیزد.

## متکلمان مشهور

### معتزله
- واصل بن عطاء
- جاحظ
- ابوعلی جبایی
- ابوالقاسم بلخی
- زمخشری
- قاضی عبدالجبار
- ابن ابی الحدید
- ابولهذیل علاف
- ابراهیم بن سیار معتزلی

### اشعری
- ابوالحسن اشعری
- امام الحرمین جوینی
- ابوحامد محمد غزالی
- فخر رازی
- ابن خلدون
- تفتازانی
- جلال‌الدین سیوطی
- ابن هیثم
- عضدالدین ایجی

### ماتریدی
- ابو منصور ماتریدی

### امامی
- هشام بن حکم
- مؤمن الطاق
- علی بن اسماعیل میثمی
- زراره
- ابوسهل نوبختی
- ابن قبه رازی
- شیخ مفید
- ابویعلی جعفری
- سید مرتضی
- شیخ طوسی
- علامه حلی
- علامه مجلسی
- ابی الصلاح حلبی
- فضل بن شاذان
- حر عاملی

### اسماعیلی
- ناصرخسرو
- ابویعقوب سجستانی
- ابوحاتم رازی (مورد اختلاف)
- حسن صباح